# Compuesto alicíclico

El ciclopropano es el compuesto alicíclico más pequeño.

Un compuesto alicíclico es un compuesto orgánico que es tanto alifático como cíclico. Contienen uno o más anillos de carbono que pueden ser tanto saturados e insaturados, pero no tienen carácter aromático. Los compuestos alicíclicos pueden tener unidas una o más cadenas alifáticas laterales.
Los compuestos alicíclicos más simples son los cicloalcanos monocíclicos: ciclopropano, ciclobutano, ciclopentano, ciclohexano, cicloheptano, ciclooctano, y así. Alcanos bicíclicos incluyen a la decalina por ejemplo. Entre los alcanos policíclicos se incluyen el cubano, basketano, etc.
Los compuestos espiro tienen dos o más anillos que están conectados a través de solo un átomo de carbono.
El modo del cerrado de anillo en la formación de muchos compuestos alicícliclos puede ser predicho por las reglas de Baldwin.

## Cicloalquenos

El ciclohexeno es un compuesto alicíclico con un doble enlace.

Los cicloalquenos monocíclicos son el ciclopropeno, ciclobuteno, ciclopenteno, ciclohexeno, ciclohepteno, cicloocteno, y así. Alquenos bicíclicos incluyen al norborneno y al norbornadieno.
Dos ejemplos más se muestran abajo, a la izquierda el metileneciclohexano y a la derecha el 1-metilciclohexeno:
Un grupo exocíclico se muestra siempre fuera de la estructura de anillo, como por ejemplo el doble enlace exocíclico de la molécula anterior. Los isotoluenos son una clase prominente de compuestos con dobles enlaces exocíclicos.
El lugar de los dobles enlaces en muchos compuestos alicíclicos puede ser predicho con la Regla de Bredt.
Cicloalquenos.